# Gnaphalium
Gnaphalium es un género de plantas de la familia Asteraceae. Hay unas 110 especies de este género, la mayoría se encuentran en zonas templadas, aunque algunos se desarrollan en montañas tropicales y el regiones del Subtrópico. Comprende 1311 especies descritas y de estas, solo 107 aceptadas.

## Descripción
Son hierbas anuales o perennes, raramente sufruticosas, generalmente lanosas o tomentosas. Hojas alternas, simples, márgenes enteros (en Nicaragua) o crenulados, lanosas o tomentosas, ocasionalmente puberulento-glandulares; cortamente pecioladas, a veces decurrentes sobre el tallo o sésiles (en Nicaragua). Capitulescencias corimbosas a paniculadas o cimosas, abiertas o densas, terminales y axilares, raramente solitarias o espiciformes, bracteoladas; capítulos pequeños, disciformes, heterógamos; involucros ovoides a campanulados; filarias en series múltiples, imbricadas, escariosas, blancas, pajizas, cafés o a veces rojizas, márgenes generalmente hialinos; receptáculos aplanados, glabros o a veces con páleas rudimentarias, caedizas; flósculos del radio numerosos, pistilados, las corolas filiformes, ligeramente ensanchadas en la base, el ápice comprimido, menudamente 3–5-hendido, el estilo delgado; flósculos del disco pocos, perfectos, las corolas tubulares, amarillas, blancas o purpúreas, el limbo 5-lobado; anteras caudadas, los apéndices terminales obtusos; ramas del estilo truncadas, peniciladas, el nectario conspicuo. Aquenios oblongos, subteretes, glabros o papilosos; vilano de cerdas lisas a estrigulosas, en 1 serie, no fusionadas en la base, generalmente caedizo.

## Taxonomía
El género fue descrito por Carlos Linneo y publicado en Species Plantarum 2: 850–857. 1753. La especie tipo es: Gnaphalium luteoalbum L
Etimología
Gnaphalium: nombre genérico que viene de la palabra griega "gnaphalon" y significa "mechón de lana" en alusión al aspecto lanudo de estas plantas. El nombre científico actualmente aceptado (Gnaphalium) fue propuesta por Carlos Linneo (1707 - 1778) biólogo y escritor sueco, considerado el padre de la moderna clasificación científica de los seres vivos, en la publicación " Species Plantarum " en 1753. Algunas especies han sido trasladadas a otros géneros, como Pseudognaphalium o Helichrysum.

## Especies seleccionadas
Gnaphalium affine
Gnaphalium californicum
Gnaphalium dioicum
Gnaphalium exilifolium
Gnaphalium hypolencum
Gnaphalium indicum
Gnaphalium japonicum
Gnaphalium keriense
Gnaphalium palustre
Gnaphalium polycaulon
Gnaphalium supinum
Gnaphalium uliginosum